# Rhaphuma interrupta
Rhaphuma interrupta är en skalbaggsart som beskrevs av Maurice Pic 1925. Rhaphuma interrupta ingår i släktet Rhaphuma och familjen långhorningar. Inga underarter finns listade i Catalogue of Life.